# Dirk Nicque
Dirk Nicque (6 maart 1963) is een Belgische atleet, die was gespecialiseerd in het onderdeel snelwandelen. Hij veroverde viermaal een Belgische titel. 

## Loopbaan
Nicque werd uitgezonden naar de WK van 1997 in Athene op het onderdeel 50 km snelwandelen, maar werd, wandelend in laatste positie, gediskwalificeerd. Vanwege knieproblemen heeft Dirk Nicque het snelwandelen op een laag pitje moeten zetten.
Nicque is sinds 2018 actief als trainer bij AC Waasland waar hij de langeafstandslopers onder zijn vleugels neemt.

## Persoonlijke records
Nicque is houder van twee Belgische records op de baan:
- 20.000 m snelwandelen - 1:25.32,4 - Tilburg, 6 april 1997,
- 50.000 m snelwandelen - 4:05.54,8 - Rotterdam, 14 juni 1998.

## Belgische kampioenschappen
| onderdeel          | jaar             |
| ------------------ | ---------------- |
| 20 km snelwandelen | 1997             |
| 50 km snelwandelen | 1995, 1996, 2005 |

## Palmares

### 50 km snelwandelen
- 1997: 39e Wereldbeker, 4:02.55
- 1997: DQ WK